# Aaron Armstrong
Aaron Armstrong, född den 14 oktober 1977, är en friidrottare från Trinidad och Tobago som tävlar huvudsakligen på 200 meter.
Armstrong var i final vid Samväldesspelen 2006 och slutade där femma på tiden 20,61. Han deltog även vid Olympiska sommarspelen 2008 där han emellertid blev utslagen redan i kvartsfinalen. Vid samma mästerskap sprang han i försöken på 4 x 100 meter men bytes ut till finalen. Laget slutade där tvåa bakom Jamaica. När det kom fram att Nesta Carter var dopad uppgraderades medaljen till ett guld.

## Personliga rekord
- 200 meter - 20,08